# الشرفة (الرياشية)
تقع عزله المثيل في قلب الرياشية على خط طول 44.7 شرق خط جرينتش بفارق ثلاث ساعات عن خط جرينتش وخط عرض 14.2 شمال خط الاستواء، وتقع في المنتصف بين الرياشية العليا والرياشية إدارياً مديرية الرياشية بالعقبة التابعة لمحافظة البيضاء و مديرية دمت التابعة لمحافظة الضالع

## *الحدود*
يحد عزله المثيل من الشمال قريتي جعس والنوبة، ومن الجنوب قرى غور لهب وما يحيط بها، ومن الجنوب الغربي قرية غربة وهي أقرب القرى إلى عزله المثيل ولا يفصلها عنها سوى سيلة وادي المرزم ويحدها من الشرق قرية رأس الوادي

## *المعالم*
يُعد مسجد الشرفة التاريخي من أقدم مساجد الرياشية والمعروف (قبة الشرفة) والتي تعتبر تحفة معمارية وفنية من الداخل والخارج تتميز بتصميم وبناء معماري فريد تختتم سقف القبة حجر دائرية صغيرة ومعلم اثري بارز ولا يزال مكتمل الأركان وتقام فيه الصلوات حتى اليوم وهو المسجد الذي تقام فيه صلاتي العيد والجمعة.

## *الحصون*
تمتاز قرية الشرفة بحصون أثرية قديمة يتجاوز عمرها مئات السنين تقريباً منها حصن الأسيال الكائن شرق القرية بمنطقة الضيق المعروف قديماً باسم ضيق الأسيال وهو على جبل مرتفع يقارب ارتفاعة حوالي 15 طابق لا يمكن الوصول إلية بأي وسيلة مواصلات والطريق الوحيدة إليه هي طريق مدرّجة حتى الوصول إلى الحصن وهناك الكثير من الروايات والأساطير حولة تزعم بأن الجن تسكن هذا الحصن ويروي الكثير أن هذا المكان مخيف في الليل وما ان يقترب الماشي بالقرب من هذا المكان ليلاً إلا ويشعر بالخوف فجأه مما جعل البعض يعتقد بتلك الروايات.
من الحصون والدور أيضاً المسمى *دار الدب* يقع في الجزء الشمالي على مقربة من القرية تزيد عن الكيلوين تقريباً ويقع في قرية الدب وهي قرية قديمة غير مأهولة بالسكان تطل على الموضع المسمى (ذي زبيل) ومنها أتى معظم سكان القرية والقرى المحيطة.. وتعتبر الموطن الأصلي لسكان الرياشية وهناك شواهد تؤكد ذلك من خلال وقوع مقابر كبيرة جداً بالقرب منها.

## *الزراعة*
تعتمد الزراعة بشكل كلي على الأمطار الموسمية في الصيف والخريف نظراً لعدم وجود آبار ارتوازية ولذلك لا تنتشر زراعة القات في قرية الشرفة وإنما يتم جلبه من الأماكن المجاورة والأسواق، وتتنوع الزراعة وتختلف بحسب المواسم، ويشتهر فيها زراعة الذرة بأنواعها والقمح (البر) والشعير والعدس والبازلا (العتر) ويندر زراعة الفاصوليا (الدجر) كما انقرضت زراعة بعض أنواع الذرة (كالبشاري) والخردل والدخن لعدم اهميتها في الفترة الأخيرة والاكتفاء بالحبوب الأساسية واللازمة لصناعة الخبز بمشتقاته (من خبز الخمير وغيره).

## *المياه*
تعتمد قرية الشرفة في الحصول على ماء الشرب من البئر السطحية حيث كانت سابقاً عين عذبة واقرب مصادر المياه العذبة للقرية التي تقع في موضع الطلب وتم حفره يدوياً في العام 1986م بواسطة آلات خفيفة وبإمكانيات زهيدة نظراً لغزارة الماء وقرب منابعه ومن ثم اعتباره المشروع الرئيسي لمياه الشرب وتم إنشاء خزان مائي وتوصيل انابيب المياه حينها إلى كل بيت ومنذ ذلك الوقت وحتى اليوم ومياه الشرب متوفرة إلى كل بيت، إلا ان القرية بحاجة إلى مشروع مماثل أو إلى خزان آخر لزيادة عدد السكان وكثرة الاستهلاك والطلب الزائد على المياه في الفترة الحالية لا سيما في عدم هطول الأمطار صيفاً وهذا مما يؤثر على البئر الجوفية سلباً بقل ماؤها.

## *العيون*
توجد بقرية الشرفة عدد محدود من عيون الماء العذب وهي:-
أ. عين ماجل النميصة.
ب. عين دردوش ظبيه (شبه ناضبة وبدأ مؤخراً يغزر ماؤها نسبياً)
ج. عين الجرشي.
د. عين ماجل الحجنا.

## *الكهرباء*
تعتمد قرية الشرفة في الحصول على الطاقة على الألواح الشمسية بشكل كلي مؤخراً بعد ان كانت تعتمد على المولدات الصغيرة (الجنريترات) قبل انتشار الألواح الشمسية، فيما تم ربط وتوصيل اعمدة الكهرباء العمومية إلى القرية من جهة دمت إلا انها لم تفعّل وتدخل الخدمة نظراً للأوضاع الأمنية التي تمر بها البلاد.
*الدخل*
تعتمد قرية الشرفة اعتماداً شبه كلي في دخلها على أبنائها المغتربين في الخارج معظمهم الخليج وقليل جداً من البلدان الأخرى.

## *الطرق*
ترتبط قرية الشرقة بالقرى المجاورة بطرق ترابية وعرة نوعاً ما من خلال طريقين رئيسيين وهما:-
1. طريق الشرفة رداع وهي أكثر وعورةً بسسب عوامل الطبيعة وعدم تعبيدها بشكل دوري وهي التي تربطها بُقرى الجبل ووداي الرياشية ومن خلالها إلى مدينة رداع.
2. طريق الشرفة دمت تم تعبيدها منذ السبعينات وتم اعتماد سفلتتها في العام 2009م بمناقصة وإعلان رسمي وبدأ العمل عليها في العام 2014م وتوقفت بسبب نشوب البلد في حرب وهي التي التي تربطها بالقرى المجاورة من الناحية الغربية من خلال فرعين وهما:-
أ. طريق غربة_ سودة _ الحمة _ شعب الصيفي _ الصوفة _ ومن ثم دمت.
ب. طريق فرع الخربة التي تربطها بقرى _ عزلة المثيل _ _الأغبري _ شعار _ الشرقاني _ ومن ثم إلى الموضع _ دمت.

## *التعليم*
تأسست مدرسة الإيمان بالشرفة بثلاثة فصول دراسية في العام 1982م. وكان التعليم في البداية يقتصر أساساً على التعليم الابتدائي (الأساسي).
وكانت تسمى وقتها الإصلاح بالشرفة، ومع بداية التسعينات تم إضافة مبنى من ستة فصول بما فيها سكن للمعلمين، واعتمدت إعدادية في بعض السنوات لاكتمال النصاب في العدد الطلابي.
وفي العقد الأول من الألفية الثالثة تم بناء مبناء آخر يتكون من طابقين وسور وعدة فصول (حسب الصور المرفقة).

## *الرياضة*
عرفت الرياضة في قرية الشرفة كغيرها من قرى الرياشية في مطلع الثمانينات وكان ابناءها يمارسون الرياضة في أي مكان يحلو لهم ممارسة الرياضة فيه نذكر أولا ممارسة هواية كرة القدم حيث كان يمارسها أبناء قرية الشرفة في ملاعب غالبا ما تكون  صالحة للزراعه وكان يتواجد ملعب بالقرب من مدرسة الايمان بالشرفة لاحقا تم استخدامه كأرض صالحة للزراعه وملعب اخر يسمى الجوار بالقرب من الجانب الآخر للقرية (فوق الطلب) حيث كان يقتسم اللاعبون فيما بينهم واحيانا أخرى فرق تخص كل عصبة (فخيذة) من العصبات الأربع. اما بالنسبة للمشاركات الخارجية لفريق القرية فقد كان يلعب فريق القرية مع فرق القرى المجاورة بمباريات ودية إلى ان أقيمت بطولة الرياشية في مطلع التسعينات وأقيمت  البطولة في قرية سودة بالرياشية على ملعب خالد بن الوليد حيث حصد فريق قرية الشرفة فريق الجوارح  أول بطولاتة الخارجية بقيادة المدرب القدير أبو طارق مفرح مسعد احمد الشرفي والمايسترو نجم خط الوسط أبو ناجي محمد الماعز حيث لمع في تلك الفترة لاعبين بمستوى عال أمثال اللاعب خالد ناصر عبد الله وصالح الذماري  ونجيب القادري...الخ..وفي مطلع عام 2000م أقيمت بطولة قرى عزلة المثيل بقرية الجهادع حيث شاركت فيها قرية الشرفة ممثلة بفريق الجوارح العريق ولم يحالفة الحظ في تلك البطولة وخرج من الادوار الاقصائية للبطولة وتحديدا من الدور الاربعه امام فريق الوحدة ممثل قرية طلب حيث كانت البطولة تشوبها العديد من المجاملات والاقصاءات لبعض الفرق الأخرى... وفي عام 2002م  أقيمت  بطولة الشهيد ناجي محسن القوربة بقرية الصوفة وكانت تضم هذة البطولة من اعرق فرق قرى الرياشية  حيث صال وجال فريق الجوارح في هذه البطولة وكان يحسب له الف حساب من كل فرق الرياشية وكان اللاعب أبو ناجي محمد الماعز رمانة خط الوسط للفريق وكان العقل المدبر والمخطط لفوز الفريق في هذه البطولة حيث قابل في هذه البطولة فريقين ممثلين لقرية الصوفة وتغلب عليهم واحزر ثاني بطولاته الخارجية وكان اللاعبين إبراهيم القادري والحارس بو صقر اشرف الشرفي من المع نجوم الفريق في تلك الفترة ومن بعد تلك البطولة تقريبا  ذاع صيت فريق الجوارح بقرية الشرفة في جميع انحاء قرى الرياشية وكان يحسب له الف حساب وكل فريق يريد ان يلعب مع فريق الجوارح... وتوالت الأيام ونسبة لهجرة اللاعبين المميزين في فريق الجوارح لخارج الوطن للاغتراب  قل مستوى الفريق حيث أقيمت بطولات في الرياشية وكان يمثل الفريق العديد من الشباب المميزين الا انه لم يحالفهم الحظ في بعض البطولات نظرا لقلة التدريب وعدم توافر الملاعب التي يتدربون فيها... ومع هجرة اغلب لاعبي القرية خارج الوطن للاغتراب تكوّن في مملكة البحرين فريق الجوارح ممثل قرية الشرفة   وشارك في بطولات الرياشية عدة مرات الا انه لم يحالفهم الحظ رغم وجود لاعبين مميزين في صفوفهم وبذل جميع اللاعبين قصارى جهدهم في تلك البطولة،   وتكون أيضا فريق الجوارح الرياضي في دولة قطر وشارك الفريق في بطولة الصداقة الأولى  ممثلا بالكابتن والمايسترو علي محمد ناجي القادري واللاعب المميز نايف القادري واللاعب ثامر القاردي الا ان وصل الفريق للمباراة النهائية للبطولة وخرج بركلات الترجيح امام فريق الصقور بوادي الريشية وشارك أيضا في البطولة الثانية لبطولة الصداقة وخرج من الدور الأربعة.. وفي نسخة بطولة الصداقة الثالثه بدولة قطر لسنة 2018 حاز الفريق المركز الثالث وفي النسخة الرابعه من البطولة ذاتها لعام 2019م قاد المايسترو الكابتن محسن القادري فريق الجوارح للظفر بالكأس الغالية لأول مرة في هذة البطولة بعد ان قدم الفريق اداء رائعا ولفت الانظار في البطولة ولم يتلقى الفريق أي هدف، وحاليا كون اشبال من قرية الشرفة فريق الجوارح وقدموا أداء مميز وحصدوا البطولة المدرسية بمدرسة خالد بن الوليد، وما زال أبناء القرية يقدموا أداء مميزا سواء خارج الوطن ام في داخل القرية.
وبالنسبة لهواية السباحة فقد مارس أبناء قرية الشرفة السباحة وغالبا ما كانوا يمارسونها في موسم نزول الأمطار في حفر عميقة أو ردات وهي مصبات السيول التي تكونها الأمطار واحيانا في كروف.
وبالنسبة لهواية الرماية الجميع يمتلك سلاح كلاشينكوف خاص به وعادة ما يتم التحدي بين مجموعة من الرماة لمسافات طويلة حيث يتم طرح هدف يتم قنصة من على بعد مسافة وكل رامي لدية ثلاث طلقات والذي يقنص الهدف في مجموع الثلاث طلقات يعتبر الفائز.  

## *الدائرة الانتخابية*
تقع ضمن الدائرة الانتخابية الأخيرة للجمهورية وهي الدائرة رقم 301 وتتبع كلياً محافظة الضالع.

## *الجبال*
تحيط الجبال بقرية الشرفة من جميع الاتجاهات؛ حيث يحدها من الشمال الغربي جبل القرن المعروف باسم (قرن الشرفة) ومن الشرق جبل القدام المعروف قديماً باسم (قدام عامر) وهو كتلة صخرية (من الصخور النارية ذات الألوان السوداء شديدة التماسك) ويمتد من شرق القرية حتى الشمال الشرقي وينتهي بعقبة قرض والمايلة ماحذياً لقرية الدب التي سبق ذكرها آنفاً.
ومن الجنوب تطل القرية على وادي المرزم الذي يفصل بينها وبين وضعة حضية جنوباً ليحدها جبال العبرين وخشف الرداد وجبل الدار المعروف بجبل (مدير الدار).
ومن الغرب جبل عريبان يطل على سفوح واديي غربة والخربة.

## *أماكـــــــــن ذات أهمية*
*المرزم* ملتقى لسيلتين عظمى سيلتي الضيق وسيلة موضع ذللبة الآتية من الشرق وسيلة الجرشي الآتية من موضع حضية والعبرين الذي يقع في الجهة الجنوبية من القرية ذات الأغلبية السكانية والقديمة وغرباً من القرية المستحدثة المسماة (فوق الطلب) حيث أنه بهذا الوادي أشجار معمرة ذات ألوان جذابة وخضرة دائمة وقليلة الثمر والفائدة ويعود الفضل في استمرارية خضرتها الدائمة إلى السيول والينابيع والأحواض الصغيرة الراكدة (المواجل) وبه الكثير من الأراضي الزراعية التي تزرع فيها الشعير والقضب والحلبة وغيرها من الزاعة البسيطة التي تعتمد كلياً على الغيول الجارية التي تتجمع في الأحواض كماجل النميصة وماجل الطلب وماجل الحجنا وماجل عبية القريب من سفح الحودة وهي وضعة تقع على ارتفاع من سيلة المرزم إلى الشمال في الجهة السفلية من وادي المرزم وماجل نشمة الواقع تحت موضع الكسور اسفل سفح الحودة والمواجل الواقعة إلى جانب ممرات السيول.

## *المواضع الزراعية*
*موضع الضيق* يقع في الجهة الشرقية من القرية ويعتبر أكبر موضع من حيث الخصوبة والأهمية الزراعية وعدد الأراضي الزراعية ومن المواضع المعروفة به وضعة أبو رياش ووضعة الملقف ووضعة السيلة القريبة من حصن الأسيال ووضعة الجوار ووضعة الحامين ووضعة المرابيع.
*وضعة الجبل* 
وهو المكان الأقرب إلى قرية الدب ويقع إلى الشمال الشرقي على مرتفع من القرية وقرية الدب وفيه عدة مواضع مثل غول الدب والركب والمدوم وحذاذي والحقل والقدام وغيرها وتصلح هذه الأراضي لزراعة القمح والعدس وقلمّا تزرع الذرة كما تُزرع بمواضع القرية الأخرى.
*وضعة ذي زببيل*
وتقع إلى شمال القرية وفيها عدة مواضع كالمايلة وشقبات وقاعة ذي زبيل والدغارات والمضلع والأجاورة والأقرن وتمتاز معظم هذه المواضع بخصوبة عالية وغيرها.
*وضعة حضية*
وهي موضع يقع إلى الجنوب من القرية والمرزم وبها أراضي زراعية خصبة كالضيق وذي زبيل وفيها أراضي زراعية لقرية غربة المجاورة ويلي هذه الوضعة على مرتفع من الجنوب *العبرين* (وهو موضع يحتوي ايضاً على الكثير من الأراضي الزراعية ذات الخصوبة النسبية).
*وضعة ذللبة* تقع إلى الجنوب الشرقي من القرية وفوق الطلب وهو موضع صغير لكنه يمتاز بأراضي خصبة.
*وضعة قرض* تقع إلى الشرق من القرية ويليها قدام عامر من الشرق ويفصل بين هذه الوضعة وبين القرية موضع عرض الحرف الذي تم استغلالة لوضع المحاطيب نظراً لكونه منحدر مائي صخري مائل ولم يتم استخدامه لعدم تساوي أرضيته بشكل يهيأهُ للبناء والسكن.
*وضعة عريبان*
وتقع في الجزء الغربي القريب من القرية، ومنها اقسام عريبان والجنخليات وغول منصور والجبوب وجرب الطريق.
*وضعة شق القرية*
وهي الوضيع المحاذية للقرية كالبنوريات والعصيميات والحودة وموضع الهداشة والمناش والأقسام وقسم القسيمي والحفر وحرملة والشاقة وغيرهما.
*أطراف ومواضع أخرى متفرقة*
القابلات؛ الصمادي؛ حصن التبيع؛ المجدور؛ الجوشي؛ الغول الأحمر وغيرهما.

## *المناخ*
كمناخ المنطقة الوسطى الجبلية الذي يمتاز على المناخ الساحلي والشرقي الصحراوي للبلد بأكمله وتتمتع قرية الشرفة بمناخ معتدل معظم أيام السنة وتتميز على بعض القرى المجاورة بإحاطة الجبال منها من الجهة الشرقة مما يجعلها أكثر دفئاً من غيرها.
*الأمطار* تقترب قرية الشرفة من المنطقة الجبيلة الوسطى ولها نصيباً منها حيث تسجل الأمطار أعلى قيمّها في المنطقة الجبلية الوسطى حيث تتراوح كميتها السنوية بين 400 -1100 مليمتر تقريباً وبمعدل سنوي يقترب من 750 مليمتر أيضا هذه المنطقة القريبة من قريتنا تسجل أعلى عدد للأيام الممطرة والتي قد تصل إلى أكثر من 156 يوم في السنة وبمعدل سنوي 94 يوم في السنة.

## *مشاريع يتطّلع إليها أبناء القرية*
تنويه *معظم هذه التطلعات لا تجدي فالفترة الحالية بسبب الظروف التي تمر بها البلاد*
أهم المشاريع التي يتطلع إليها أبناء قرية الشرفة بحسب أهميتها هي كالتالي:-
1. إصلاح الطريق التي تربط القرية بالقرى والأسواق القريبة لا سيما الطريق الكائنة شمال القرية باتجاه رداع في موضع (عقبة عسم) لوعورتها وارتفاع وحِدّة زاويتها حيث ينصح بعدم صعودها بغير سيارات الدفع الرباعي، وقد تم مؤخراً البدء في مشروع رصها بتعاون من قبل معظم أهالي القرية المغتربين.
2. خزان مائي مرتفع إلى جانب خزان المياه القديم لكونه لم يعد يغطي القرية بعد تزايد سكانها وزيادة الاستهلاك.
3. سد مائي بأحد المضايق التي تقع في وضعة الضيق لتوفر مقومات السدود بتلك الوضعة حيث أنها غير مكلفة ولا تحتاج إلا إلى حواجز من جهة واحدة فقط وأقربها واقلها كُلفة هو (سد شعب الوعل) حيث يحجزه من جميع الجهات حواجز جبلية صخرية مرتفعة ومتماسكة تنتهي بفتحة صغيرة من الأسفل وتتسع من الأعلى في المنتصف من السد من الجهة الغربية، وسد السيلة الذي يطل على وضعة السيلة، وسد المحجر وهذا من شأنه تغذية البئر السطحية التي يقل ماؤها إذا شحت الأمطار.
3. حفر البئر السطحية وتعميقها بإشراف مهندسين لقل ماؤه إذا شحت الأمطار أثناء الشدة كونها لا تلبي احتياجات القرية في الشدة.
4. مركز صحي حكومي يلبي حاجات القرية في الاسعافات الأولية.

5. اعتماد ثانوية مدرسة الإيمان بالشرفة لتزايد عدد الطلاب.

تعديل مصدري - تعديل

الشرفة هي إحدى قرى عزلة ثمن الرياشية بمديرية الرياشية التابعة لمحافظة البيضاء، بلغ تعداد سكانها 617 نسمة حسب تعداد اليمن لعام 2004.